# Не в деньгах счастье (фильм, 2001)
«Не в деньгах счастье» (пол. Pieniądze to nie wszystko) — польская кинокомедия, снятая режиссёром Юлиушем Махульским в 2001 году
Одна из последних комедий Ю. Махульского.

## Сюжет
Главный герой 50-летний бизнесмен Томаш Адамчик хочет отказаться от ведения бизнеса в винодельческой отрасли и посвятить себя своей страсти в жизни — философии. Идея не по душе его напарникам.
Бизнесмен, его жена Наталья и её брат, возвращаясь домой с мероприятия по присуждению его фирме титула «Лидер малого бизнеса», попадают в «дорожную пробку». Родственники Адамчика улетают на вызванном вертолёте, а Томаш решает объехать «пробку» по просёлочным дорогам. Ночью на лесной дороге он попадает в аварию, получает травму. Под утро его находят жители близлежащего совхоза, пришедшего в упадок, и решают заработать на бизнесмене, потребовав за него выкуп.
Представители властей вначале содействуют селянам из разрушенного совхоза, но со временем помогают взятому в заложники любителями выпить вина, производимого фирмой Томаша, бежать. Ряд приключений вынуждает предпринимателя найти способы решения своих финансовых проблем.

## В ролях
- Марек Кондрат — Томаш Адамчик
- Магдалена Вуйцик — Наталья, жена
- Анджей Чира — Веслав Туркот, брат жены
- Станислава Целиньская — пани Ала
- Сильвестр Мациевский — Богумил Маслянка
- Цезаре Косинский — Голомбек
- Ханна Микуць — пани Янинка
- Ян Юревич — эпизод
- Томаш Дедек — эпизод
- Ян Энглерт — эпизод

## Награды
- 2001 — кинофестиваль в Шанхае премия Станиславе Целиньской за лучшую актёрскую игру
- 2001 — премия «Золотой Гранат» на Национальном фестивале кинокомедий в Любомеже
- 2001 — премия «Серебряный билет» Ассоциации польского кино за 340 000 зрителей
- 2002 — премия «Орлы» в категории: Лучшая актриса второго плана Станиславе Целиньской (за 2001 год)
- 2002 — премия «Орлы» в категории: Лучший монтаж (за 2001 год)